# Re-Align
«Re-Align» es un sencillo de la banda de heavy metal Godsmack. Alcanzó el número tres en la tabla de Mainstream Rock y el número veintiocho en la lista Modern Rock.

## Significado de la canción
De acuerdo con Sully Erna, esta canción es acerca de cómo cada vez que va a Nueva Orleans (de gira con Godsmack), él se enferma. 
Supuestamente, en su vida anterior, Sully fue asesinado en la ciudad de Nueva Orleans, y en su vida actual, "espíritus malignos" vengan y le persiguen cada vez que visita Nueva Orleans, lo que le enferman y perturban.

## Versiones
Hay dos versiones de Re-Align, la primera versión, que es la versión original, apareció en tercer álbum de estudio de Godsmack, Faceless. La segunda versión, que es una versión acústica, que apareció en su EP, The Other Side.
Las dos versiones tienen un sonido muy similar. La versión acústica sin embargo, tiene una duración de 4:23, tres segundos más que la versión original del álbum Faceless. Si bien ambos tienen una idea un tanto pesada, la versión acústica es naturalmente un poco más suave.

## Personal
- Sully Erna - guitarra rítmica, voz, productor
- Tony Rombola - guitarra líder, coros
- Robbie Merrill - bajo, coros
- Shannon Larkin - batería, percusión

## Posición en las listas

### Singles - Billboard (Norteamérica)
| Año  | Lista                  | Posición |
| ---- | ---------------------- | -------- |
| 2004 | Mainstream Rock Tracks | 3        |
| 2004 | Modern Rock Tracks     | 28       |